# Нилсен и Винтер Aa
Нилсен и Винтер тип Аа (дан. Nielsen & Winther Aa) је дански једноседи ловачки авион који је конструисала, развила и направила фирма Нилсен и Винтер (дан. Nielsen & Winther A/S), копенхагенски произвођач алатних машина, уз помоћ шведског концерна „Тулин“. Први лет авиона је извршен 21. јануара 1917. године.

## Пројектовање и развој
Први дански борбени авион који је замишљен и направљен, једносед тип Аа био је дрвене конструкције и покретан је шведским ротационим мотором Thulin од 90 KS (копија Ла Роне). Био је наоружан са једним митраљезом постављеним изнад горњег крила.
Први лет је обављен 21. јануара 1917. Авион је поново тестиран 1918. године, овог пута са синхронизованом опремом за један митраљез Мадсен. Током 1917. шест авиона типа Аа испоручено је данској војсци, иако су били мало у служби и расходовани су 1919. због непоузданости мотора.

## Технички опис
Труп му је правоугаоног попречног пресека. Носећа конструкција трупа је направљена од дрвета. Рамови конструкције су укрућени жичаним дијагоналама. Предњи део трупа, мотор је обложен алуминијумским лимом, од мотора па до иза пилотске кабине је обложен шперплочама а иза кабине до репа авиона, носећа конструкција је обложена импрегнираним ватроотпорним платном. У трупу се налази један отворен кокпит за модел аа.
Авион је био опремљен 9-то цилиндричним ваздухом хлађеним ротационим мотором, Тулин (копије Ла Рона) снаге 66kW. На вратилу мотора је била причвршћена двокрака, вучна, дрвена елиса, непроменљивог корака. Мотор је лименом облогом заштићен због опасности које може изазвати својом ротацијом.
Авион Нилсен и Винтер Aa је двокрилац, сескиплан архитектуре. Горње крило му је једноделно и веће је од доњег. Крила су трапезног облика и мале дебљине. Конструкција крила је дрвена са две рамењаче и пресвучена су импрегнираним платном. Крила су међусобно повезана упорницама у облику латиничног слова V и унакрсних жичаних затезача. Елерони се налазе само на горњем крилу. Конструкција им је дрвена, облога је од платна. Управљање елеронима је помоћу сајли за управљање. Доње крило је исте конструкције као и горње и има позитиван диедар а мање је и по дужини и ширини од горњег крила. Горње крило је било померено ка кљуну авиона у односу на доње тако да им се поклапају излазне ивице и на месту изнад пилота је полукружно засечено како би пилот имао бољу прегледност
Репне површине код овог авиона  састоје се од вертикалног кормила правца и хоризонталних стабилизатора на које су прикључена  кормила дубине. Сви ови елементи су направљени као и крило. Носећа конструкција је од дрвета а облога од импрегнираног ватроотпорног платна.
Стајни трап је био класичан, направљен као челична конструкција од заварених танкозидих цеви са фиксном осовином. Амортизација је била помоћу гумених каишева а на репном делу се налазила еластична дрвена дрљача.

## Наоружање
Авион је био наоружан једним митраљезом Мадсен калибра 8 мм који је био постављен изнад горљег крила и пуцао је ван обртног поља елисе.
| Наоружање авиона: Нилсен и Винтер Aa |               |
| Ватрено (стрељачко) наоружање        |               |
| Топ                                  |               |
| Митраљез                             |               |
| Број и ознака митраљеза              | 1 x Мадсен МГ |
| Калибар                              | 8             |
| Бомбардерско наоружање (бомбе)       |               |
| Ракетно наоружање (ракете)           |               |

## Верзије
- Aa - стандардни производни модел, једносед са мотором Тулин снаге 90 кс (копије Ла Рона) (произведно 6 ком.)
- Ab - модел извиђач (школски авион) двосед (произведен 1 ком.)
- Ac - хидроавион двосед (произведено 2 ком.)

## Оперативно коришћење
Авиони Нилсен Аа су углавном коришћени за тренажу пилота. Поред ових авиона (тип Аа) који су били једноседи направљњн је један двосед који је планирано да се користи као извиђачки авион. Тај авион је продат у Аргентину. 
Направљена су два хидроавиона који су били двоседи један за Данску а други за Норвешку морнарицу.

### Сачувани примерак
Постоји једана реплика која се чува као музејски примерак овог авиона у Данској  Danmarks Tekniske Museum i Helsingør Denmark.

## Земље које су користиле авион
- Данска
- Норвешка